# Uzodinma Iweala
Uzodinma Iweala (Washington DC, 5 de novembre de 1982) és un escriptor i metge nigeriano-estatunidenc. La seva novel·la de debut, Beasts of No Nation, és el resultat de la seva tesi sobre escriptura creativa a Harvard. Parla d'un nen soldat en un país africà sense nom. El llibre, publicat el 2005 i adaptat com a pel·lícula premiada el 2015, va ser ressenyat per Time Magazine, The New York Times, Entertainment Weekly, The Times i Rolling Stone. El llibre va ser traduït el 2010 al català per Martí Sales i Laura Baena i publicat per Edicions de 1984 amb el títol Bèsties sense pàtria. El 2012, va publicar el llibre de no ficció Our Kind of People, sobre l'epidèmia de VIH a Nigèria.
Més endavant, va publicar una novel·la titulada Speak No Evil, publicada el 2018, que destaca la vida d'un noi nigeriano-americà gai anomenat Niru. Iweala és actualment el director general del The Africa Center a Harlem, Nova York.

## Biografia
Fill de l'economista nigeriana Ngozi Okonjo-Iweala, Iweala va assistir a la St Albans School de Washington DC i més tard al Harvard College, on es va graduar amb un AB, magna cum laude, en llengua i literatura anglesa i nord-americana, el 2004. Mentre estava a Harvard, Iweala va guanyar el premi Hoopes i el premi Dorothy Hicks Lee per a la millor tesi de grau, 2004; el premi Eager al millor relat breu de grau, 2003; i el Premi Horman a l'excel·lència en escriptura creativa, 2003. Es va graduar al Col·legi de Metges i Cirurgians de la Universitat de Colúmbia el 2011 i va ser becari a l' Institut Radcliffe d'Estudis Avançats de la Universitat Harvard.

## Premis i reconeixements
El 2006, Iweala va guanyar el premi Young Lions Fiction de la Biblioteca Pública de Nova York. El 2007, va ser definit com un dels 20 millors novel·listes americans joves per la revista Granta.